# Ulmus glaucescens
Ulmus glaucescens là một loài thực vật có hoa trong họ Ulmaceae. Loài này được Franch. miêu tả khoa học đầu tiên năm 1884.